# Corzé
Corzé est une commune française située dans le département de Maine-et-Loire, en région Pays de la Loire.

## Géographie

### Localisation
Commune angevine du Baugeois, Corzé se situe à 2 km au sud-ouest de Seiches-sur-le-Loir. Elle est traversée par la route D 323, ancienne Nationale 23, par la route D 192, Villevêque - Lué-en-Baugeois et par les autoroutes A11 (Angers - Le Mans) et A85.

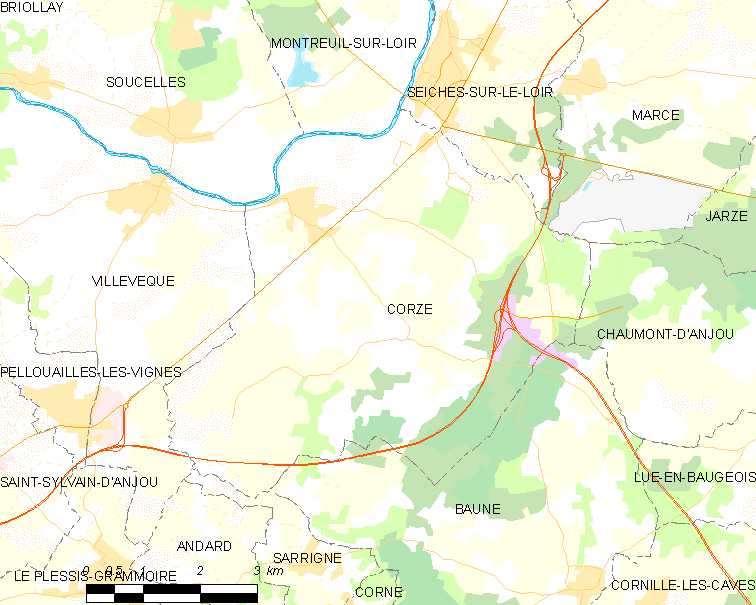
Carte de la commune.

| Montreuil-sur-Loir     | Seiches-sur-le-Loir    | Marcé          |
| Rives-du-Loir-en-Anjou | Corzé                  | Jarzé Villages |
| Rives-du-Loir-en-Anjou | Sarrigné (quadripoint) | Loire-Authion  |

### Hydrographie
Le territoire de la commune est bordé au nord-est par le Loir. Il est parcouru au nord par le ruisseau de Suette et, au sud, par le ruisseau de l'Écluse qui alimente la boire du commun d'Oule, sur la commune voisine de Rives-du-Loir-en-Anjou.

### Climat
Pour des articles plus généraux, voir Climat des Pays de la Loire et Climat de Maine-et-Loire.
En 2010, le climat de la commune est de type climat océanique altéré, selon une étude du CNRS s'appuyant sur une série de données couvrant la période 1971-2000. En 2020, Météo-France publie une typologie des climats de la France métropolitaine dans laquelle la commune est exposée à un climat océanique et est dans la région climatique Moyenne vallée de la Loire, caractérisée par une bonne insolation (1 850 h/an) et un été peu pluvieux.
Pour la période 1971-2000, la température annuelle moyenne est de 12,1 °C, avec une amplitude thermique annuelle de 14,2 °C. Le cumul annuel moyen de précipitations est de 641 mm, avec 11,3 jours de précipitations en janvier et 5,8 jours en juillet. Pour la période 1991-2020, la température moyenne annuelle observée sur la station météorologique de Météo-France la plus proche, sur la commune de Marcé à 5 km à vol d'oiseau, est de 12,3 °C et le cumul annuel moyen de précipitations est de 701,1 mm,. Pour l'avenir, les paramètres climatiques de la commune estimés pour 2050 selon différents scénarios d'émission de gaz à effet de serre sont consultables sur un site dédié publié par Météo-France en novembre 2022.

## Urbanisme

### Typologie
Au 1er janvier 2024, Corzé est catégorisée commune rurale à habitat dispersé, selon la nouvelle grille communale de densité à sept niveaux définie par l'Insee en 2022.
Elle est située hors unité urbaine. Par ailleurs la commune fait partie de l'aire d'attraction d'Angers, dont elle est une commune de la couronne,. Cette aire, qui regroupe 81 communes, est catégorisée dans les aires de 200 000 à moins de 700 000 habitants,.

### Occupation des sols
L'occupation des sols de la commune, telle qu'elle ressort de la base de données européenne d’occupation biophysique des sols Corine Land Cover (CLC), est marquée par l'importance des territoires agricoles (76,1 % en 2018), en diminution par rapport à 1990 (78,2 %). La répartition détaillée en 2018 est la suivante : 
terres arables (38,3 %), zones agricoles hétérogènes (19,8 %), forêts (19,2 %), prairies (16,6 %), zones urbanisées (3,2 %), zones industrielles ou commerciales et réseaux de communication (1,5 %), cultures permanentes (1,5 %). L'évolution de l’occupation des sols de la commune et de ses infrastructures peut être observée sur les différentes représentations cartographiques du territoire : la carte de Cassini (XVIIIe siècle), la carte d'état-major (1820-1866) et les cartes ou photos aériennes de l'IGN pour la période actuelle (1950 à aujourd'hui).

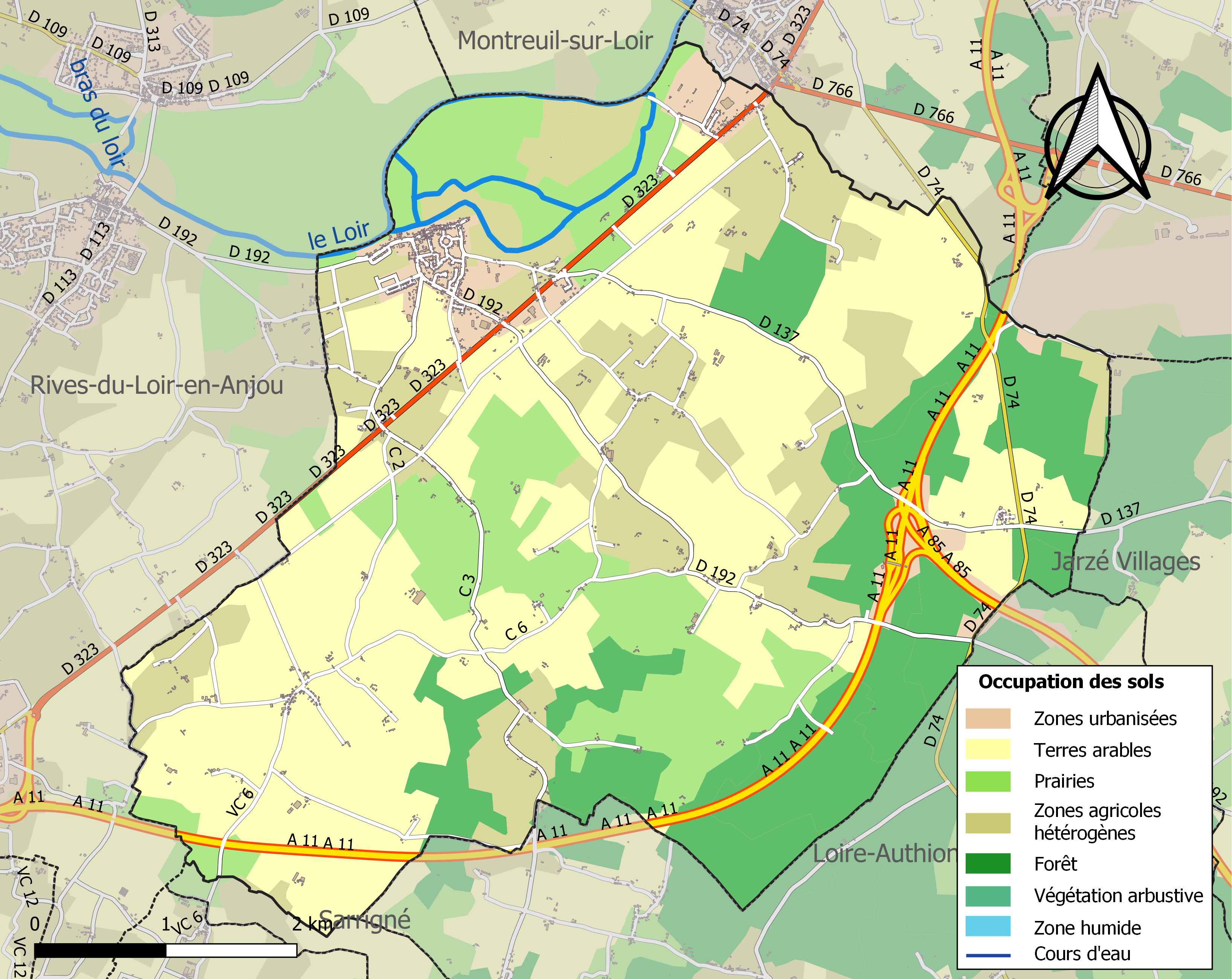
Carte des infrastructures et de l'occupation des sols de la commune en 2018 (CLC).

### Logement
En 2020, le nombre total de logements dans la commune était de 805, alors qu'il était de 727 en 2014 et de 673 en 2009.
Parmi ces logements, 91,9 % étaient des résidences principales, 3 % des résidences secondaires et 5,1 % des logements vacants. Ces logements étaient pour 97,3 % d'entre eux des maisons individuelles et pour 2,2 % des appartements.
Le tableau ci-dessous présente la typologie des logements à Corzé en 2020 en comparaison avec celles du Maine-et-Loire et de la France entière. Une caractéristique marquante du parc de logements est ainsi une proportion de résidences secondaires et logements occasionnels (3 %) inférieure à celle du département (3,2 %) et surtout à celle de la France entière (9,7 %). Concernant le statut d'occupation des résidences principales, 75,4 % des habitants de la commune sont propriétaires de leur logement (71,6 % en 2014), contre 60,4 % pour le Maine-et-Loire et 57,5 pour la France entière.
| Typologie                                               | Corzé | Maine-et-Loire | France entière |
| ------------------------------------------------------- | ----- | -------------- | -------------- |
| Résidences principales (en %)                           | 91,9  | 90,3           | 82,1           |
| Résidences secondaires et logements occasionnels (en %) | 3     | 3,2            | 9,7            |
| Logements vacants (en %)                                | 5,1   | 6,6            | 8,2            |

## Toponymie et héraldique

### Toponymie
In villa Corziaco, 966 (Cartulaire noir de la cathédrale d'Angers) ; Terra de Corzeio, 1082. Semble indiquer une origine gallo-romaine.

### Héraldique
| Blason de Corzé | Blason  | Coupé d'azur et d'or au lion couronné brochant de l'un en l'autre, armé et lampassé de gueules. |
| Blason de Corzé | Détails | Le statut officiel du blason reste à déterminer.                                                |

## Histoire
Pendant la Première Guerre mondiale, 49 habitants perdent la vie. Lors de la Seconde Guerre mondiale, 10 habitants sont tués.
Le 7 juin 1943, Adrien Tigeot, jeune instituteur, résistant communiste, Franc-tireur partisan, est arrêté par la police française pendant sa classe à l'école communale de garçons de Corzé.

## Politique et administration

### Administration municipale
| Période                                  | Période                   | Identité                    | Étiquette | Qualité                       |
| ---------------------------------------- | ------------------------- | --------------------------- | --------- | ----------------------------- |
| 1792                                     |                           | Leblay                      |           |                               |
| an V                                     |                           | Jussault                    |           | agent municipal               |
| an VII                                   |                           | Livet                       |           | agent municipal               |
| 1800                                     |                           | Jussault                    |           | maire                         |
| 1813                                     |                           | Davoust-Langotière          |           |                               |
| 1825                                     |                           | Amédée Legouz-Duplessis     |           |                               |
| 1830                                     |                           | Louis-Joseph-Eugène Bardet  |           |                               |
| 1855                                     |                           | Amédée Legouz               |           |                               |
| 1865                                     |                           | Jean Pivert                 |           |                               |
| 1878                                     |                           | Julien Gougeon              |           |                               |
| 1881                                     |                           | Léon Legris de La Pommeraye |           |                               |
| 1908                                     |                           | François Barré              |           |                               |
| 1912                                     |                           | Henri de Becdelièvre        |           |                               |
| 1919                                     |                           | Auguste Chardon             |           |                               |
| 1929                                     |                           | Charles Giraud              |           |                               |
| 1935                                     |                           | Louis Rousseau              |           | agriculteur                   |
| 1945                                     | déc 1965                  | Camille (Victor) Girardeau  | MRP       | minotier                      |
| 1966                                     | mars 2001                 | Camille (Jean) Girardeau    |           | industriel                    |
| mars 2001                                | mars 2014                 | Augustin Dersoir            |           | cadre de banque               |
| mars 2014                                | En cours (au 31 mai 2020) | Jean-Philippe Guilleux,     |           | cadre de la fonction publique |
| Les données manquantes sont à compléter. |                           |                             |           |                               |

### Intercommunalité
La commune est membre de la communauté de communes Anjou Loir et Sarthe, elle-même membre du syndicat mixte Pôle métropolitain Loire Angers.

## Population et société

### Démographie

#### Évolution démographique
L'évolution du nombre d'habitants est connue à travers les recensements de la population effectués dans la commune depuis 1793. Pour les communes de moins de 10 000 habitants, une enquête de recensement portant sur toute la population est réalisée tous les cinq ans, les populations de référence des années intermédiaires étant quant à elles estimées par interpolation ou extrapolation. Pour la commune, le premier recensement exhaustif entrant dans le cadre du nouveau dispositif a été réalisé en 2005.

En 2022, la commune comptait 1 982 habitants, en évolution de +8,96 % par rapport à 2016 (Maine-et-Loire : +2,12 %, France hors Mayotte : +2,11 %).
| 1793  | 1800  | 1806  | 1821  | 1831  | 1836  | 1841  | 1846  | 1851  |
| ----- | ----- | ----- | ----- | ----- | ----- | ----- | ----- | ----- |
| 1 487 | 1 560 | 1 570 | 1 605 | 1 553 | 1 657 | 1 606 | 1 604 | 1 642 |

| 1856  | 1861  | 1866  | 1872  | 1876  | 1881  | 1886  | 1891  | 1896  |
| ----- | ----- | ----- | ----- | ----- | ----- | ----- | ----- | ----- |
| 1 501 | 1 553 | 1 502 | 1 421 | 1 436 | 1 436 | 1 371 | 1 368 | 1 325 |

| 1901  | 1906  | 1911  | 1921  | 1926  | 1931  | 1936  | 1946  | 1954  |
| ----- | ----- | ----- | ----- | ----- | ----- | ----- | ----- | ----- |
| 1 239 | 1 248 | 1 242 | 1 105 | 1 131 | 1 133 | 1 170 | 1 174 | 1 177 |

| 1962  | 1968  | 1975  | 1982  | 1990  | 1999  | 2005  | 2006  | 2010  |
| ----- | ----- | ----- | ----- | ----- | ----- | ----- | ----- | ----- |
| 1 209 | 1 158 | 1 252 | 1 265 | 1 365 | 1 520 | 1 536 | 1 581 | 1 672 |

| 2015  | 2020  | 2022  | - | - | - | - | - | - |
| ----- | ----- | ----- | - | - | - | - | - | - |
| 1 796 | 1 907 | 1 982 | - | - | - | - | - | - |

#### Pyramide des âges
La population de la commune est relativement jeune. En 2020, le taux de personnes d'un âge inférieur à 30 ans s'élève à 37,0 %, soit un taux supérieur à la moyenne départementale (36,9 %). Le taux de personnes d'un âge supérieur à 60 ans (20,7 %) est inférieur au taux départemental (26,1 %).
En 2020, la commune comptait 968 hommes pour 939 femmes, soit un taux de 50,76 % d'hommes, supérieur au taux départemental (48,58 %).
Les pyramides des âges de la commune et du département s'établissent comme suit :
| Hommes | Classe d’âge | Femmes |
| ------ | ------------ | ------ |
| 0,4    | 90 ou +      | 0,7    |
| 5      | 75-89 ans    | 5,9    |
| 14     | 60-74 ans    | 15,3   |
| 21,4   | 45-59 ans    | 21,3   |
| 21,9   | 30-44 ans    | 20,1   |
| 12,9   | 15-29 ans    | 14,3   |
| 24,4   | 0-14 ans     | 22,4   |

| Hommes | Classe d’âge | Femmes |
| ------ | ------------ | ------ |
| 0,9    | 90 ou +      | 2,1    |
| 7      | 75-89 ans    | 9,5    |
| 16,2   | 60-74 ans    | 16,9   |
| 19,4   | 45-59 ans    | 18,7   |
| 18,2   | 30-44 ans    | 17,5   |
| 18,8   | 15-29 ans    | 17,6   |
| 19,5   | 0-14 ans     | 17,6   |

## Économie
Sur 147 établissements présents sur la commune à fin 2015, 19 % relèvent du secteur de l'agriculture (pour une moyenne de 11 % sur le département), 5,4 % du secteur de l'industrie, 11,6 % du secteur de la construction, 56,5 % de celui du commerce, des transports et services divers et 7,5 % du secteur de l'administration, de l'enseignement et de la santé. Cinq ans plus tard, en 2015, sur les 147 établissements présents, 19 % relèvent du secteur de l'agriculture (pour une moyenne de 11 % sur le département), 5 % du secteur de l'industrie, 12 % de celui de la construction, 56 % du secteur du commerce et des services et 7 % de celui de l'administration et de la santé.

## Culture locale et patrimoine

### Lieux et monuments
- Abbaye de Chaloché, XIIe et XVIIe siècles[27].
- Dolmen de la Pidoucière[28].
- Château d'Ardannes, ancien château fortifié du XIVe siècle[29].
- Église Saint-Germain : clocher du XIe siècle ; chœur du XVIIIe siècle ; nef reconstruite au début du XXe siècle sur l'emplacement d'une église précédente de style roman[30].

### Personnalités liées à la commune
- Charles-Jules Giraud, avocat et homme politique, il fut député sous la monarchie de Juillet.
- Adrien Tigeot, instituteur à Corzé, résistant, fusillé le 13 décembre 1943 dans la clairière de Belle-Beille à Angers. Sa fiancée, Noëlla Rouget, également résistante, a également été arrêté en novembre, puis est déportée à Ravensbrück[31].